# The Slits
The Slits – brytyjski zespół punkrockowy utworzony w 1976 w Londynie, przez cztery dziewczyny: wokalistkę Ari Up (właśc. Arianna Forster), gitarzystkę Kate Korus, basistkę Suzy Gutsy i perkusistkę Palmolive (właśc. Paloma Romero). Korus i Gutsy zostały wkrótce zastąpione przez Viv Albertine oraz Tessę Pollitt. Pomimo że od 1978 w składzie pojawiali się mężczyźni (kolejno perkusiści: Budgie (z Siouxsie and the Banshees), a później Bruce Smith), grupa ogólnie była przedstawiana jako żeński zespół.

## Kariera

### 1977–1982
W 1977 The Slits u boku zespołów Buzzcocks i Subway Sect supportowały grupę The Clash w czasie ich trasy "White Riot Tour", co zostało uwiecznione w filmie Dona Lettsa The Punk Rock Movie. W tym okresie zespół dokonał pierwszych nagrań dla Johna Peela z radia BBC, prezentując surowe rockowe brzmienie. Nagrania z tej sesji ukazały się dopiero w 1987 roku. W listopadzie 1978 ponownie występował z The Clash oraz z The Innocents tym razem w ramach trasy "Sort it Out Tour".
We wrześniu 1979 ukazał się na rynku debiutancki, album Cut nagrany przy pomocy producenta Dennisa Bovella, prezentujący nieco zmienione oblicze muzyczne grupy od pierwotnego. Płytę zdominowały utwory utrzymane w rytmie reggae. Album został nagrany z perkusistą Budgie'm, który zastąpił Palmolive.
Na początku lat 80. brzmienie The Slits stawało się coraz bardziej awangardowe. W miejscu Budgie'a pojawił się Bruce Smith z zespołu The Pop Group. W nowym składzie grupa nagrała singla "In The Beginning There was Rhythm" / "Where There's A Will". W tym czasie ukazał się bootlegowy album Bootleg Retrospective zawierający m.in. nagrania demo oraz z wcześniejszych singli. W 1981 grupa nagrała kolejny album studyjny Return of the Giant Slits. Wiosną następnego roku muzycy zawiesili działalność. Ari Up kontynuowała działalność z zespołem New Age Steppers.

### 2005–2010
W 2005 Ari Up i Tessa Pollitt wznowiły działalność The Slits. W 2006 ukazała się EPka Revenge of the Killer Slits nagrana z udziałem perkusisty Sex Pistols Paula Cooka, jego córki Hollie Cook (instr. klawiszowe) oraz gitarzysty Marca Pirroni'ego (ex–Adam and the Ants i ex–Siouxsie and the Banshees). Wkrótce na miejsce Cooka i Pirroni'ego pojawili się: niemiecka perkusistka Anna Schulte i gitarzystka Adele Wilson.
W latach 2006–2007 grupa koncertowała w Stanach Zjednoczonych, w Australii oraz w Japonii. W 2008 odeszła Wilson, zastąpiona przez amerykańską gitarzystkę Michelle Hill. W styczniu 2009 zespół zawarł kontrakt z wytwórnią Narnack Records, która jeszcze w tym samym roku wydała trzeci studyjny album Trapped Animal. 20 października 2010 niespodziewanie zmarła Ari Up.

## Muzycy
- Ari Up (właśc. Arianna Forster) – śpiew (1976–1982; 2005–2010)
- Kate Korus – gitara (1976)
- Suzy Gutsy – gitara basowa (1976)
- Palmolive (właśc. Paloma Romero) – perkusja (1976–1979)
- Viv Albertine – gitara (1976–1982)
- Tessa Pollitt – gitara basowa (1976–1982; 2005–2010)
- Budgie (właśc. Peter Clarke) – perkusja (1979)
- Bruce Smith – perkusja (1979–1982)
- Hollie Cook – instr. klawiszowe (2005–2010)
- Adele Wilson – gitara (2006–2008)
- Anna Schulte – perkusja (2006–2010)
- Michelle Hill – gitara (2008–2010)

## Dyskografia

### Albumy
- Cut (1979)
- Bootleg Retrospective (1980)
- Return of the Giant Slits (1981)
- Trapped Animal (2009)

### EP
- The Peel Sessions (1987)
- Revenge of the Killer Slits (2006)

### Single
- "Typical Girls"/ "I Heard It Through The Grapevine" (7" i 12", 1979)
- "In the Beginning There Was Rhythm" (split z The Pop Group, 1980)
- "Man Next Door" / "Man Next Door (version)" (7", 1980)
- "Animal Space" / "Animal Spacier" (Human (12", 1981)
- "Earthbeat" / "Earthdub" / "Begin Again, Rhythm" (12", 1981)
- "American Radio Interview (Winter 1980)" / "Face Dub" (12", 1981)